# Jerzy Bahr
Jerzy Artur Bahr (ur. 23 kwietnia 1944 w Krakowie, zm. 25 lipca 2016 tamże) – polski dyplomata i urzędnik państwowy, konsul generalny w Królewcu (1992–1994), ambasador RP w Ukrainie (1996–2001), Litwie (2001–2005) i Rosji (2006–2010), szef Biura Bezpieczeństwa Narodowego (2005).

## Życiorys
Syn architekta Andrzeja Bahra i Izabeli. Absolwent V Liceum Ogólnokształcącego im. Augusta Witkowskiego w Krakowie. W 1967 ukończył studia z zakresu socjologii na Wydziale Filozoficzno-Historycznym Uniwersytetu Jagiellońskiego. Podjął pracę jako asystent w krakowskiej Akademii Górniczo-Hutniczej, skończył studia podyplomowe w Instytucie Nauk Politycznych UJ, a następnie kontynuował pracę naukowo-dydaktyczną w Instytucie Śląskim w Opolu.
W 1974 został zatrudniony w Ministerstwie Spraw Zagranicznych, w którym pełnił funkcje członka delegacji polskiej na etapie przygotowawczym Konferencji Bezpieczeństwa i Współpracy w Genewie, sekretarza ds. prasowych w Ambasadzie PRL w Bukareszcie i referenta ds. Rumunii. W stanie wojennym odszedł ze służby zagranicznej, wystąpił też z Polskiej Zjednoczonej Partii Robotniczej. W 1982 rozpoczął pracę na Uniwersytecie Jagiellońskim w Zakładzie Prawa Publicznego i Stosunków Międzynarodowych.
Podczas wyjazdu szkoleniowego do Wiednia w 1983 uzyskał azyl polityczny. Współpracował z Radiem Wolna Europa, a ponadto z zachodnimi instytucjami badawczymi, m.in. był doradcą w instytucie w Bernie (w latach 1986–1991).
W 1989 wrócił do Polski, a w 1991 do pracy w MSZ. Był kolejno radcą ds. politycznych Ambasady RP w Moskwie, konsulem generalnym RP w Królewcu (1992–1994), a od 1994 do 1996 zajmował stanowisko dyrektora Departamentu Europejskiego II. Od 1996 do 31 stycznia 2001 był ambasadorem RP w Ukrainie (z akredytacją także na Turkmenistan), a w latach 2001–2005 w ambasadorem RP w Litwie.
Od 21 stycznia 2005 do 22 grudnia 2005 był szefem Biura Bezpieczeństwa Narodowego. 19 maja 2006 został powołany na stanowisko ambasadora RP w Rosji. Odwołano go z dniem 30 września 2010. Zasiadał również w Polsko-Rosyjskiej Grupie do Spraw Trudnych.
Zdał egzaminy państwowe z języków angielskiego, niemieckiego, rosyjskiego i rumuńskiego. Deklarował także znajomość języków ukraińskiego i litewskiego.
Pochowany wraz z matką i siostrą Ireną Bahr-Świdzińską na cmentarzu parafialnym w Imbramowicach.

## Odznaczenia i wyróżnienia
- Krzyż Komandorski z Gwiazdą Orderu Odrodzenia Polski (2010, w uznaniu wybitnych zasług w służbie zagranicznej, za osiągnięcia w podejmowanej z pożytkiem dla kraju pracy zawodowej i działalności dyplomatycznej)[13]
- Krzyż Komandorski Orderu Odrodzenia Polski (2005, za wybitne zasługi w umacnianiu obronności i bezpieczeństwa kraju, za osiągnięcia w pracy zawodowej)[14]
- Krzyż Komandorski Orderu „Za Zasługi dla Litwy” (2005, Litwa)[15]
- Komandor Orderu Trzech Gwiazd (2005, Łotwa)[16]
- Odznaka Honorowa „Bene Merito” (2009)[17][18]
- Gwiazda Dyplomacji Republiki Litewskiej (2012)[19]